# Bernard de Wolff
Bernard de Wolff (Amsterdam, 1 november 1955) is een Nederlandse schilder. Hij schildert eigentijdse stadsgezichten, landschappen, vee en naakten. Hij woont en werkt in Amsterdam, Parijs en Zuid-Amerika. Zijn werk is vertegenwoordigd in collecties in Nederland, Frankrijk, Duitsland, Zweden, Italië, het Verenigd Koninkrijk, België, Denemarken, Suriname, Zuid-Afrika, de Verenigde Staten, Hongkong, Canada, Japan, Nieuw-Zeeland, Rusland, Oekraïne, Brazilië, Israel en China.

## Levensloop
Bernard de Wolff studeerde van 1982 tot en met 1988 kunstgeschiedenis aan de Universiteit van Amsterdam. Gedurende zijn studie verdiepte hij zich onder meer in klassieke archeologie, culturele antropologie, theatrale mediakunde, esthetica en cultuurfilosofie en maakte hij enkele reizen naar West-Afrika, die een bijdrage leverden aan zijn vorming als kunstenaar. In 1988 studeerde hij af als kunsthistoricus. Gedurende de jaren tachtig werkte De Wolff aan enkele videoproducties, onder meer voor het Allard Pierson Museum te Amsterdam. Het programma De Streling werd genomineerd voor de Sony Video Award en De Olympische Ode werd geselecteerd voor de NVWFT Mediaprijs. Naast regisseur was hij verantwoordelijk voor het scenario en voor de muziek.

Na zijn studie kunstgeschiedenis ontwikkelde De Wolff zich door als kunstschilder. In 1982 exposeerde hij voor het eerst, in galerie Memphis te Den Haag. In de jaren negentig brachten enkele exposities hem naar de Verenigde Staten, waar hij ook lezingen over landschapsschilderkunst gaf. In de 21ste eeuw hebben reizen naar onder meer Suriname en Brazilië een belangrijke invloed op zijn werk. Daarnaast vormt het stadsleven van Amsterdam en Parijs een alom aanwezige inspiratiebron. Echter, sinds 2015 vormt ook de oriënt een inspiratie voor Bernard de Wolff. In 2016 reisde Bernard de Wolff, op uitnodiging van de Chinese Nationale Academie voor Schilderkunst (onderdeel van het ministerie van cultuur China), af naar China om inspiratie op te doen voor nieuw landschapsschilderijen in Wushan. De expositie volgt in 2017. Overigens, in 2015 en 2016 werd het werk van Bernard de Wolff reeds tentoongesteld op kunstbeurzen in respectievelijk Jinan, Shanghai en Beijing.
Momenteel woont en werkt Bernard de Wolff in Parijs, Frankrijk, alwaar hij onder andere wordt vertegenwoordigd door de prestigieuze Schwab Beaubourg Gallery.

## Stijl
Bernard de Wolff kenmerkt zich door zijn impressionistische stijl, gebruikmakend van expressieve technieken. De olieverf is niet alleen een middel om de voorstelling op het doek aan te brengen, maar is ook als substantie een essentieel onderdeel van het kunstwerk; het is zichtbaar, tastbaar. Zijn werk is geïnspireerd op George Hendrik Breitner, Willem Witsen, Marius Bauer, Eugène Leroy en Karel Appel. Centrale thema's zijn eigentijdse stadsgezichten, landschappen, vee en naakten.

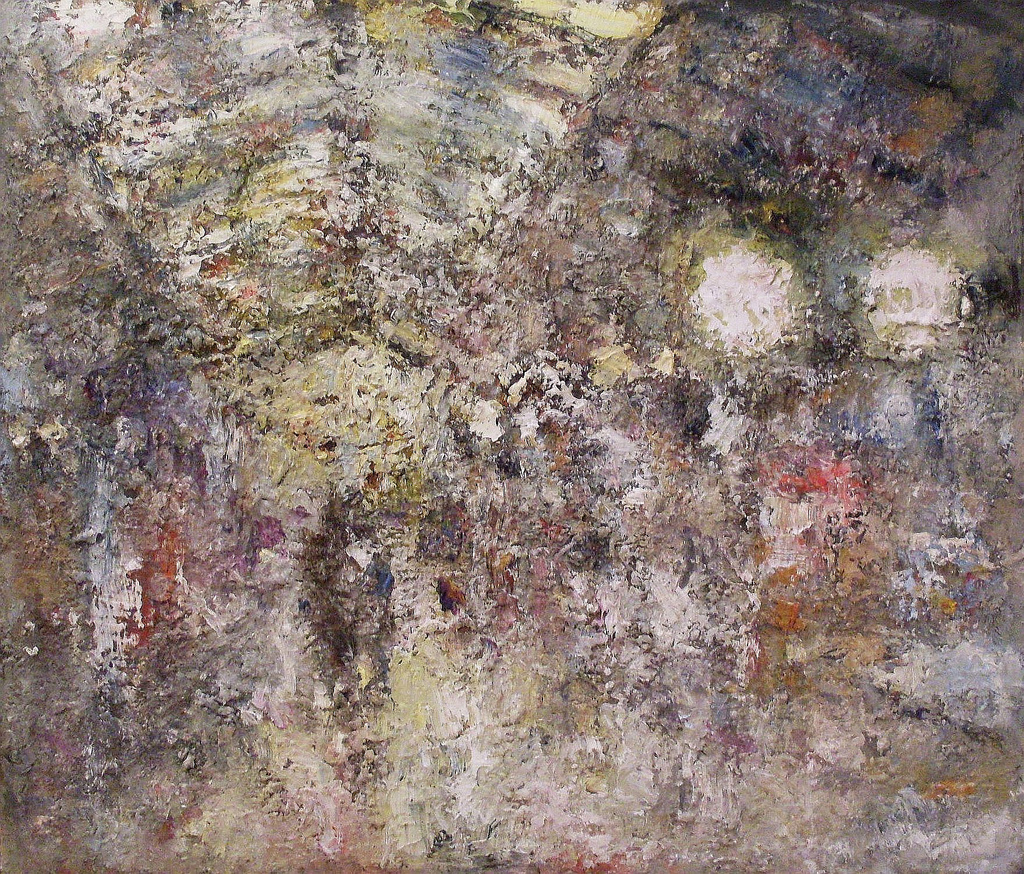
Gare du Nord, Last Train

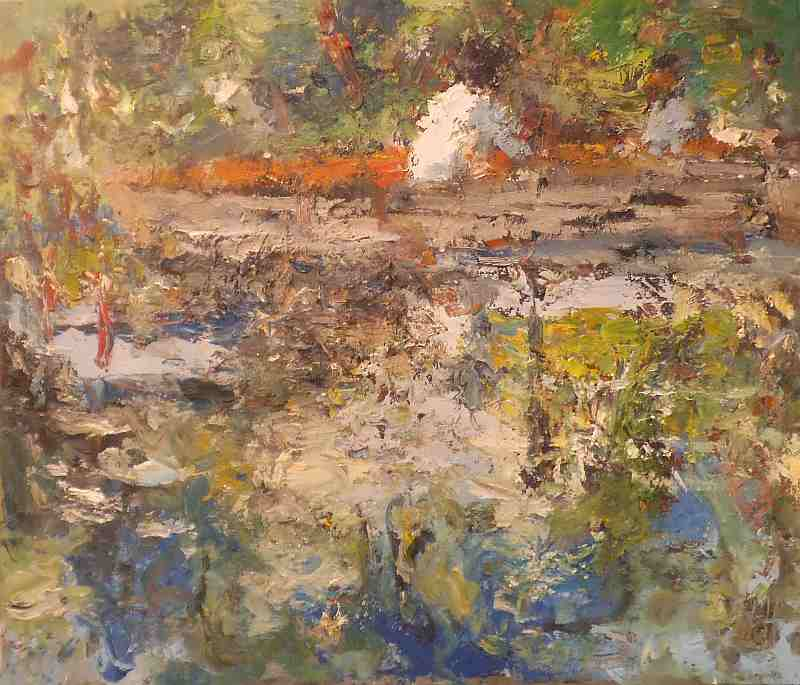
Row the Boat

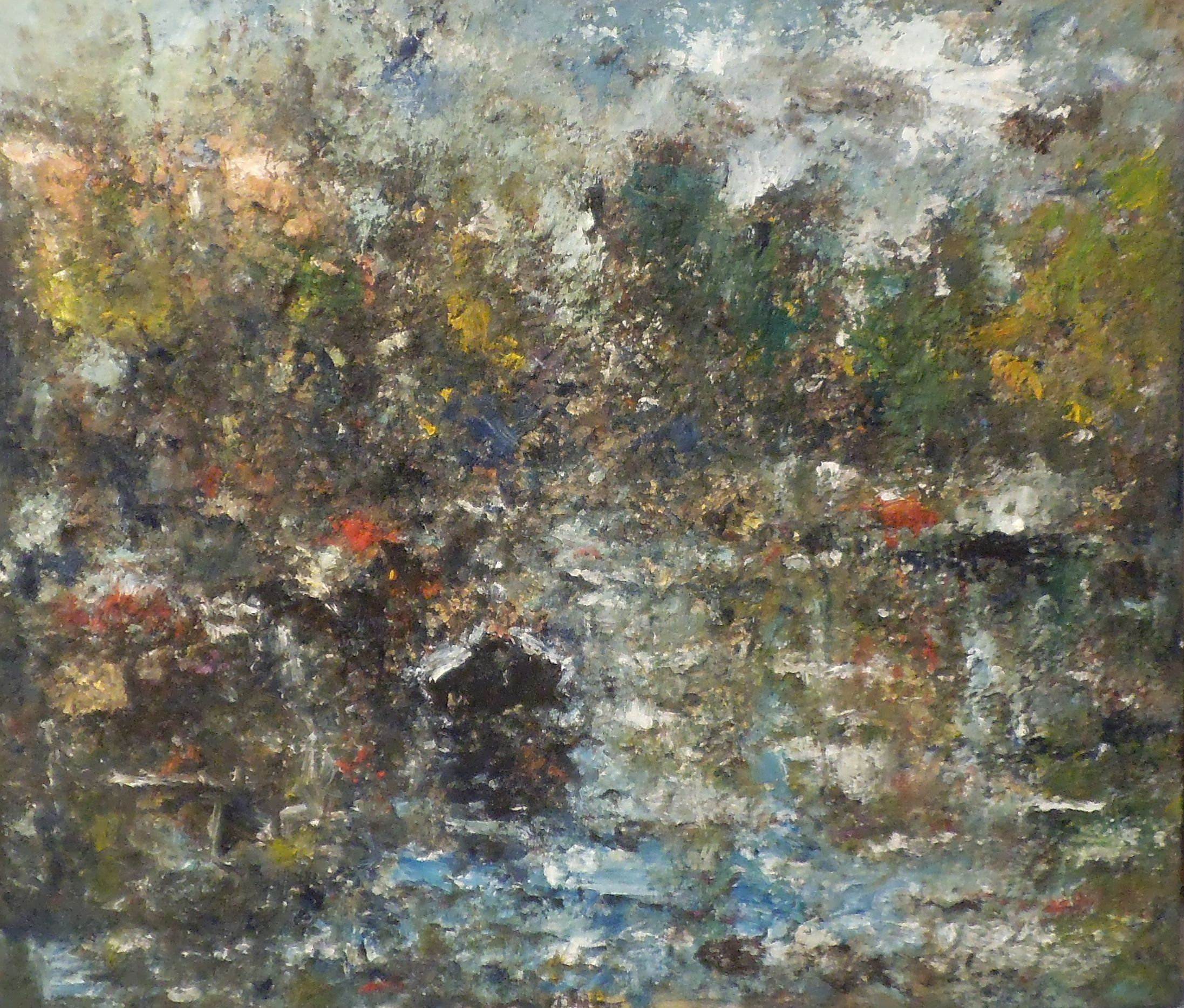
Canal

## Lijst van werken
Enkele werken zijn:
- Gare du Nord, Last Train
- Row the Boat
- Canal
- La Ville
- Boulevard
- XVIeme Arrondissement
- Wandeling in de Stad
- Bois de Boulogne
- Are You Looking at Me

## Onderscheidingen
- 2008
  - Verkiezing top honderd van hedendaagse Nederlandse kunstenaars, kunstweek.nl. plaats 21[1]
- 2002
  - Winnaar Brooklyn Gallery Award
  - Winnaar Bronzen Calla
- '80 van de 20ste eeuw
  - Nominatie Sony Video Award voor het programma De Streling
  - Nominatie NVWFT Mediaprijs voor de documentaire De Olympische Ode

## Trivia
- In 2005 verscheen ter gelegenheid van zijn vijftigste verjaardag een boek over Bernard de Wolff bij Galerie Peter Leen.[1]